# Galilea (La Rioja)
Galilea és un municipi de la Rioja, a la regió de la Rioja Mitjana.